# Reacție acido-bazică
O reacție acido-bazică este o reacție chimică ce are loc între o specie chimică cu caracter acid și una cu caracter bazic. Există câteva modele teoretice care deservesc la explicarea conceptelor legate de mecanismul acestor reacții, un exemplu fiind teoria acido-bazică Brønsted-Lowry. 
Importanța acestor reacții constă în analiza unor specii lichide sau gazoase, dar și a determinării caracterului acido-bazic al unor specii cu caracter mai puțin pronunțat. Primele concepte de acest gen au fost date de chimistul francez Antoine Lavoisier, în jurul anului 1776.